# Campeonato Europeo de Laser Radial
El Campeonato Europeo de Laser Radial es la máxima competición de la clase de vela Laser Radial (ILCA 6) a nivel europeo. Se realiza anualmente desde 1980 bajo la organización de la Federación Europea de Vela (EUROSAF). Este tipo de vela es una clase olímpica desde los Juegos Olímpicos de Pekín 2008.

## Palmarés
| Núm.    | Año         | Sede                                   | Oro                                | Plata                              | Bronce                           |
| ------- | ----------- | -------------------------------------- | ---------------------------------- | ---------------------------------- | -------------------------------- |
| I       | 1980        | Lemvig ( Dinamarca)                    | Aiko Inoue Japón                   | Sussie Svenningsen Dinamarca       | Susanne Schmidt RFA              |
| II      | 1981        | Carnac ( Francia)                      | Ann Fryer Reino Unido              | Carol Reitzer Francia              | Marion Steenhuis · Países Bajos  |
| III     | 1982        | Glyfada · ( Grecia)                    | Marit Söderström · Suecia          | Agneta Englund · Suecia            | Vittoria Masotto · Italia        |
| IV      | 1983        | Mandal · ( Noruega)                    | Marit Söderström · Suecia          | Susanne Madsen Dinamarca           | Zaza Gravina Francia             |
| V       | 1984        | Medemblik · ( Países Bajos)            | Marion Steenhuis · Países Bajos    | Agneta Englund · Suecia            | Francesca Pavesi · Italia        |
| VI      | 1985        | Cascaes ( Portugal)                    | Francesca Pavesi · Italia          | Susanne Madsen Dinamarca           | Kuffeler · Países Bajos          |
| VII     | 1986        | Morges · ( Suiza)                      | Christine Brookes Reino Unido      | Shirley Robertson Reino Unido      | Claudine Tatibouet Francia       |
| VIII    | 1987        | Lido di Classe · ( Italia)             | Francesca Pavesi · Italia          | Anna Carin Magnsjö · Suecia        | Johanna Harkonmäki · Finlandia   |
| IX      | 1988        | Ostende · ( Bélgica)                   | Johanna Harkonmäki · Finlandia     | Nicola Ponsford Reino Unido        | Shirley Robertson Reino Unido    |
| —       | 1989        | —                                      | No realizado                       | No realizado                       | No realizado                     |
| X       | 1990        | Lorient ( Francia)                     | Lotta Nilsson · Suecia             | Larissa Nevierov · Italia          | Luisa Spanghero · Italia         |
| XI      | 1991        | Workum · ( Países Bajos)               | Roberta Zucchinetti · Italia       | Nikolette Diliyanni · Grecia       | Ardis Bollweg · Países Bajos     |
| XII     | 1992        | Mariestad · ( Suecia)                  | Carolijn Brouwer · Países Bajos    | Roberta Zucchinetti · Italia       | Ardis Bollweg · Países Bajos     |
| XIII    | 1993        | Cagliari · ( Italia)                   | Larissa Nevierov · Italia          | Penny Mountford Reino Unido        | Larisa Moskalenko · Rusia        |
| XIV     | 1994        | Isla Hayling ( Reino Unido)            | Roberta Hartley Reino Unido        | Lucia Del Vecchio · Italia         | Larissa Nevierov · Italia        |
| XV      | 1995        | Estambul ( Turquía)                    | Larissa Nevierov · Italia          | Efi Mantzaraki · Grecia            | Deniz Karacaoğlu Turquía         |
| XVI     | 1996        | Quiberon ( Francia)                    | Cristiana Monina · Italia          | Larissa Nevierov · Italia          | Jeanette Dagson · Suecia         |
| —       | 1997 – 2001 | —                                      | No realizado                       | No realizado                       | No realizado                     |
| XVII    | 2002        | Breitenbrunn · ( Austria)              | Angelika Stark · Austria           | Debbie Hanna Irlanda               | Beatrix Fontius · Alemania       |
| XVIII   | 2003        | Lago Garda · ( Italia)                 | Katarzyna Szotyńska · Polonia      | Jeanette Dagson · Suecia           | Corinne Meyer · Suiza            |
| XIX     | 2004        | Bangor ( Reino Unido)                  | Katarzyna Szotyńska · Polonia      | Charlotte Dobson Reino Unido       | Ciara Peelo Irlanda              |
| XX      | 2005        | Split · ( Croacia)                     | Sarah Steyaert Francia             | Sari Multala · Finlandia           | Katarzyna Szotyńska · Polonia    |
| XXI     | 2006        | Riccione · ( Italia)                   | Evi Van Acker · Bélgica            | Gintarė Volungevičiūtė · Lituania  | Penny Clark Reino Unido          |
| XXII    | 2007        | Scheveningen · ( Países Bajos)         | Evi Van Acker · Bélgica            | Sarah Steyaert Francia             | Alberte Lindberg Dinamarca       |
| XXIII   | 2008        | Nieuwpoort · ( Bélgica)                | Sari Multala · Finlandia           | Sophie de Turckheim Francia        | Evi Van Acker · Bélgica          |
| XXIV    | 2009        | Charlottenlund ( Dinamarca)            | Tina Mihelić · Croacia             | Sarah Steyaert Francia             | Alberte Lindberg Dinamarca       |
| XXV     | 2010        | Tallin ( Estonia)                      | Tina Mihelić · Croacia             | Charlotte Dobson Reino Unido       | Gintarė Scheidt · Lituania       |
| XXVI    | 2011        | Helsinki · ( Finlandia)                | Evi Van Acker · Bélgica            | Tina Mihelić · Croacia             | Alicia Cebrián · España          |
| XXVII   | 2012        | Hourtin ( Francia)                     | Alicia Cebrián · España            | Tatiana Drozdovskaya · Bielorrusia | Nazlı Çağla Dönertaş Turquía     |
| XXVIII  | 2013        | Dún Laoghaire ( Irlanda)               | Annalise Murphy Irlanda            | Marit Bouwmeester · Países Bajos   | Alison Young Reino Unido         |
| XXIX    | 2014        | Split · ( Croacia)                     | Svenja Weger · Alemania            | Tina Mihelić · Croacia             | Chloe Martin Reino Unido         |
| XXX     | 2015        | Aarhus ( Dinamarca)                    | Tatiana Drozdovskaya · Bielorrusia | Alicia Cebrián · España            | Tuula Tenkanen · Finlandia       |
| XXXI    | 2016        | Las Palmas de Gran Canaria · ( España) | Marit Bouwmeester · Países Bajos   | Josefin Olsson · Suecia            | Tuula Tenkanen · Finlandia       |
| XXXII   | 2017        | Barcelona · ( España)                  | Marit Bouwmeester · Países Bajos   | Anne-Marie Rindom Dinamarca        | Vasileia Karajaliu · Grecia      |
| XXXIII  | 2018        | La Rochelle ( Francia)                 | Marit Bouwmeester · Países Bajos   | Maxime Jonker · Países Bajos       | Emma Plasschaert · Bélgica       |
| XXXIV   | 2019        | Oporto ( Portugal)                     | Anne-Marie Rindom Dinamarca        | Marit Bouwmeester · Países Bajos   | Emma Plasschaert · Bélgica       |
| XXXV    | 2020        | Gdansk · ( Polonia)                    | Marit Bouwmeester · Países Bajos   | Anne-Marie Rindom Dinamarca        | Agata Barwińska · Polonia        |
| XXXVI   | 2021        | Varna ( Bulgaria)                      | Agata Barwińska · Polonia          | Maxime Jonker · Países Bajos       | Vasileia Karajaliu · Grecia      |
| XXXVII  | 2022        | Hyères ( Francia)                      | Agata Barwińska · Polonia          | Maud Jayet · Suiza                 | Marit Bouwmeester · Países Bajos |
| XXXVIII | 2023        | Andora · ( Italia)                     | Marit Bouwmeester · Países Bajos   | Vasileia Karachaliou Portugal      | Mária Érdi · Hungría             |
| XXXIX   | 2024        | Atenas · ( Grecia)                     | Mária Érdi · Hungría               | Viktorija Andrulytė · Lituania     | Louise Cervera Francia           |
| XL      | 2025        | Marstrand · ( Suecia)                  | Anna Munch Dinamarca               | Agata Barwińska · Polonia          | Emma Plasschaert · Bélgica       |

1. ↑  En esta edición los participantes de otros continentes sí podían recibir medalla.

## Medallero histórico
- Actualizado a Marstrand 2025.

| Núm. | País         | Oro | Plata | Bronce | Total |
| ---- | ------------ | --- | ----- | ------ | ----- |
| 1    | Países Bajos | 7   | 4     | 5      | 16    |
| 2    | Italia       | 6   | 4     | 4      | 14    |
| 3    | Polonia      | 4   | 1     | 2      | 7     |
| 4    | Reino Unido  | 3   | 5     | 4      | 12    |
| 5    | Suecia       | 3   | 5     | 1      | 9     |
| 6    | Bélgica      | 3   | 0     | 4      | 7     |
| 7    | Dinamarca    | 2   | 5     | 2      | 9     |
| 8    | Croacia      | 2   | 2     | 0      | 4     |
| 9    | Finlandia    | 2   | 1     | 3      | 6     |
| 10   | Francia      | 1   | 4     | 3      | 8     |
| 11   | España       | 1   | 1     | 1      | 3     |
| 11   | Irlanda      | 1   | 1     | 1      | 3     |
| 13   | Bielorrusia  | 1   | 1     | 0      | 2     |
| 14   | Alemania     | 1   | 0     | 2      | 3     |
| 15   | Hungría      | 1   | 0     | 1      | 2     |
| 16   | Austria      | 1   | 0     | 0      | 1     |
| 16   | Japón        | 1   | 0     | 0      | 1     |
| 18   | Grecia       | 0   | 2     | 2      | 4     |
| 19   | Lituania     | 0   | 2     | 1      | 3     |
| 20   | Suiza        | 0   | 1     | 1      | 2     |
| 21   | Portugal     | 0   | 1     | 0      | 1     |
| 22   | Turquía      | 0   | 0     | 2      | 2     |
| 23   | Rusia        | 0   | 0     | 1      | 1     |
|      | TOTAL        | 40  | 40    | 40     | 120   |

1. ↑  Estos campeonatos son abiertos a regatistas de otros continentes.